# Zaischnopsis melanostylata
Zaischnopsis melanostylata är en stekelart som beskrevs av Gibson 2005. Zaischnopsis melanostylata ingår i släktet Zaischnopsis och familjen hoppglanssteklar. Inga underarter finns listade i Catalogue of Life.